# 73P/Schwassmann-Wachmann
 73P/Schwassmann-Wachmann (również Schwassmann-Wachmann 3) – kometa krótkookresowa, którą odkryto w 1930 roku. Należy do rodziny komet Jowisza.

## Odkrycie komety
Kometę tę odkryli Arnold Schwassmann i Arno Arthur Wachmann z Obserwatorium Hamburskiego 2 maja 1930 roku. Zbliżyła się ona wtedy na odległość 0,062 j.a. do Ziemi i osiągnęła jasność wizualną 6m. Była to trzecia kometa okresowa odkryta przez Schwassmanna i Wachmanna.

## Orbita komety
73P/Schwassmann-Wachmann porusza się po orbicie w kształcie wydłużonej elipsy o mimośrodzie 0,69. Peryhelium jej znajduje się w odległości 0,97 j.a. od Słońca, aphelium zaś 5,21 j.a. od niego. Na jeden obieg wokół Słońca potrzebuje ona 5,43 lat, nachylenie jej orbity do ekliptyki wynosi 11,24˚. Prędkość orbitalna tego obiektu w momencie przejścia przez peryhelium 6 czerwca 2006 roku wynosiła 39,94 km/s.

## Właściwości fizyczne i historia obserwacji

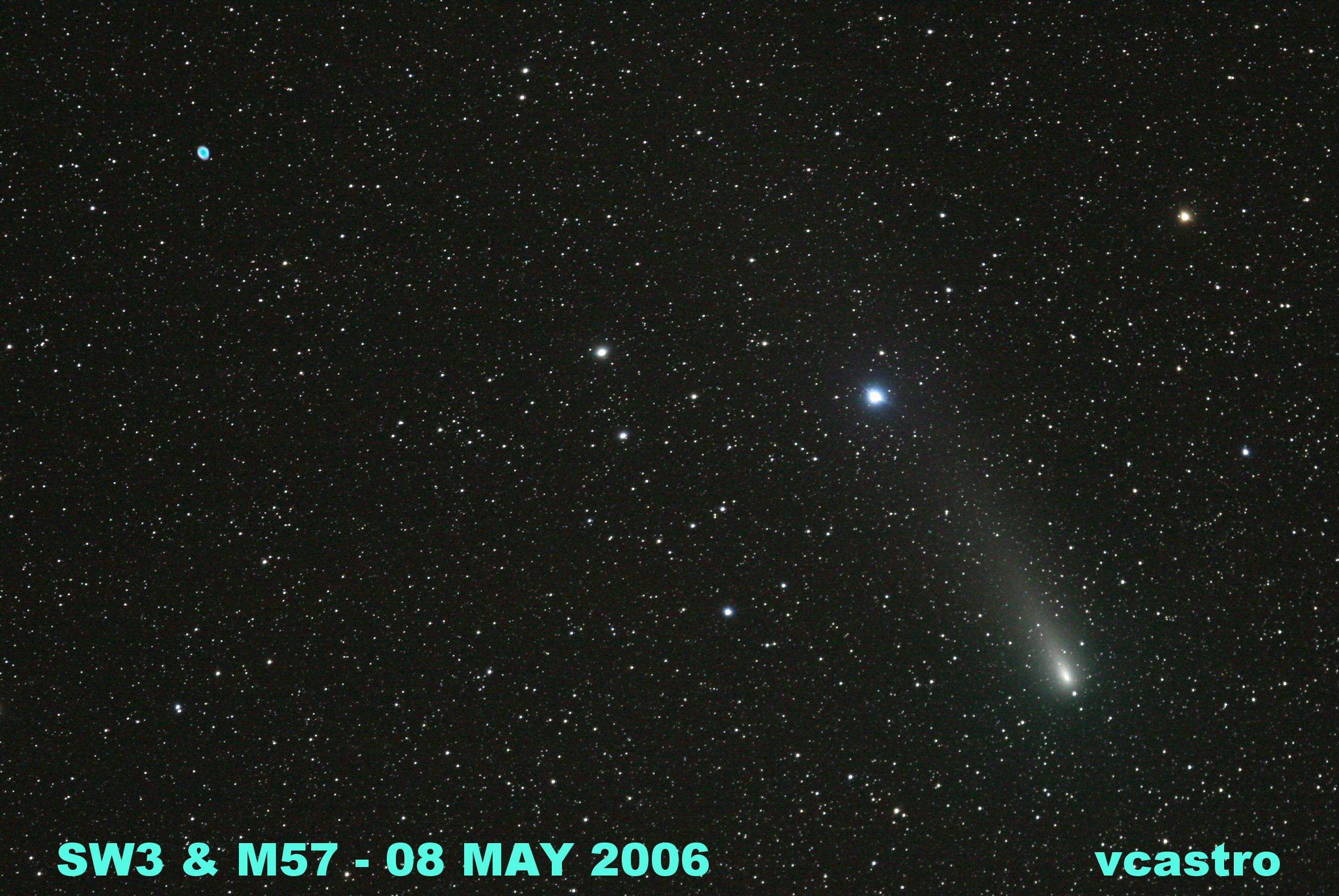
Kometa 73P/Schwassmann-Wachmann

Rozpadająca się kometa 73P/Schwassmann-Wachmann widziana przez Teleskop Hubble’a

Od momentu odkrycia kometa 73P/Schwassmann-Wachmann przeszła burzliwą historię. Przez dłuższy czas nie była obserwowana, dopiero podczas jej powrotów w latach 1979 i 1990 poddana była intensywnym badaniom. Nie była jednak zjawiskiem spektakularnym; jej jasność nie była wtedy zbyt wielka.
W roku 1995 przewidywano, iż osiągnie ona ok. 13m. Stało się jednak inaczej, gdyż w wyniku rozpadu uwolniły się z jej jądra gazy, które spowodowały znaczące (250-krotne) pojaśnienie komety w stosunku do przewidywań teoretycznych (do 7m).
Kometa rozpadła się na pięć części, które oznaczono dla porządku literami A, B, C, D i E. Podczas kolejnego powrotu w latach 2000/2001 odnaleziono tylko trzy fragmenty – B, C i E.
Gdy kometa w roku 2006 ponownie zbliżyła się do Słońca, zaobserwowano dalsze rozczłonkowanie jej jądra. Podczas największego zbliżenia do Ziemi (0,074 j.a.) 13 maja 2006 roku składniki B i C osiągnęły jasność obserwowaną 5m. Wygląd fragmentu B wielokrotnie się zmieniał, co owocowało jego pojaśnieniem. W połowie maja doliczono się 60 małych i słabo świecących fragmentów, które oderwały się od B. Dziś średnicę jądra największego odłamka ocenia się na 1 km.
Zjawiska związane z powrotem komety Schwassman-Wachmann 3 obserwowane były przez liczne obserwatoria astronomiczne, instrumenty w przestrzeni kosmicznej i wielu amatorów.
Do komety tej skierowana miała być sonda kosmiczna CONTOUR, która jednak uległa katastrofie w 2002 roku.

## Rój meteorów
Z kometą 73P/Schwassmann-Wachmann związany jest rój meteorów zwany Tau Herkulidami. Jego aktywność zawiera się pomiędzy 19 maja a 19 czerwca.

## Fragmenty komety
| Fragmenty komety            | Okres orbitalny (lata) | Półoś wielka (a) | Ekscentryczność (e) | Absolutna wielkość gwiazdowa (m) |
| --------------------------- | ---------------------- | ---------------- | ------------------- | -------------------------------- |
| 73P/Schwassmann–Wachmann A  | 5,34                   | 3,05653          | 0,6948              | 12                               |
| 73P/Schwassmann–Wachmann B  | 5,36                   | 3,06184          | 0,6933              | 15,2                             |
| 73P/Schwassmann–Wachmann C  | 5,36                   | 3,06347          | 0,6922              | 13,2                             |
| 73P/Schwassmann–Wachmann E  | 5,36                   | 3,06229          | 0,6939              | 10,4                             |
| 73P/Schwassmann–Wachmann G  | 5,36                   | 3,06335          | 0,6934              | 16,8                             |
| 73P/Schwassmann–Wachmann H  | 5,37                   | 3,06483          | 0,6936              | 20,2                             |
| 73P/Schwassmann–Wachmann J  | 5,31                   | 3,04421          | 0,6915              |                                  |
| 73P/Schwassmann–Wachmann K  | 5,36                   | 3,06431          | 0,6935              | 20,9                             |
| 73P/Schwassmann–Wachmann L  | 5,40                   | 3,07632          | 0,6947              | 20,9                             |
| 73P/Schwassmann–Wachmann M  | 5,37                   | 3,06835          | 0,6939              | 21                               |
| 73P/Schwassmann–Wachmann N  | 5,33                   | 3,05239          | 0,6923              | 20,4                             |
| 73P/Schwassmann–Wachmann P  | 5,42                   | 3,08504          | 0,6956              |                                  |
| 73P/Schwassmann–Wachmann Q  | 5,51                   | 3,11832          | 0,6986              | 21,5                             |
| 73P/Schwassmann–Wachmann R  | 5,38                   | 3,06994          | 0,6941              | 19,2                             |
| 73P/Schwassmann–Wachmann S  | 6,09                   | 3,33407          | 0,6934              | 21,1                             |
| 73P/Schwassmann–Wachmann T  | 5,89                   | 3,26076          | 0,7119              |                                  |
| 73P/Schwassmann–Wachmann U  | 5,26                   | 3,02441          | 0,6894              |                                  |
| 73P/Schwassmann–Wachmann V  | 5,13                   | 2,97608          | 0,6935              |                                  |
| 73P/Schwassmann–Wachmann W  | 5,47                   | 3,10530          | 0,6976              |                                  |
| 73P/Schwassmann–Wachmann X  | 5,40                   | 3,07645          | 0,6948              | 21,7                             |
| 73P/Schwassmann–Wachmann Y  | 6,13                   | 3,34821          | 0,7195              |                                  |
| 73P/Schwassmann–Wachmann Z  | 5,38                   | 3,07212          | 0,6934              |                                  |
| 73P/Schwassmann–Wachmann AA | 5,04                   | 2,94109          | 0,6806              |                                  |
| 73P/Schwassmann–Wachmann AB | 5,31                   | 3,04180          | 0,6912              |                                  |
| 73P/Schwassmann–Wachmann AC | 5,41                   | 3,08255          | 0,6954              |                                  |
| 73P/Schwassmann–Wachmann AD | 5,37                   | 3,06777          | 0,6934              |                                  |
| 73P/Schwassmann–Wachmann AE | 5,45                   | 3,09638          | 0,6967              |                                  |
| 73P/Schwassmann–Wachmann AF | 4,96                   | 2,90758          | 0,6763              |                                  |
| 73P/Schwassmann–Wachmann AG | 5,42                   | 3,08672          | 0,6958              |                                  |
| 73P/Schwassmann–Wachmann AH | 5,39                   | 3,07521          | 0,6934              |                                  |
| 73P/Schwassmann–Wachmann AI | 5,48                   | 3,10921          | 0,6980              | 21,3                             |
| 73P/Schwassmann–Wachmann AJ | 10,14                  | 4,68498          | 0,8002              | 21,3                             |
| 73P/Schwassmann–Wachmann AK | 5,35                   | 3,05798          | 0,6934              | 18,8                             |
| 73P/Schwassmann–Wachmann AL | 5,53                   | 3,12759          | 0,6998              |                                  |
| 73P/Schwassmann–Wachmann AM | 5,29                   | 3,03591          | 0,6934              |                                  |
| 73P/Schwassmann–Wachmann AN | 5,40                   | 3,07623          | 0,6948              |                                  |
| 73P/Schwassmann–Wachmann AO | 5,38                   | 3,07203          | 0,6938              |                                  |
| 73P/Schwassmann–Wachmann AP | 5,58                   | 3,14414          | 0,7014              | 20,3                             |
| 73P/Schwassmann–Wachmann AQ | 5,43                   | 3,08794          | 0,6959              | 17,5                             |
| 73P/Schwassmann–Wachmann AR | 5,43                   | 3,08745          | 0,6958              | 21,8                             |
| 73P/Schwassmann–Wachmann AS | 5,57                   | 3,14076          | 0,7011              | 20,3                             |
| 73P/Schwassmann–Wachmann AT | 5,20                   | 3,00136          | 0,6869              | 21                               |
| 73P/Schwassmann–Wachmann AU | 5,35                   | 3,05783          | 0,6928              |                                  |
| 73P/Schwassmann–Wachmann AV | 5,36                   | 3,06228          | 0,6934              |                                  |
| 73P/Schwassmann–Wachmann AW | 4,97                   | 2,91373          | 0,6773              |                                  |
| 73P/Schwassmann–Wachmann AX | 5,33                   | 3,05014          | 0,6925              |                                  |
| 73P/Schwassmann–Wachmann AY | 4,92                   | 2,89370          | 0,6751              |                                  |
| 73P/Schwassmann–Wachmann AZ | 4,92                   | 2,89391          | 0,6751              |                                  |
| 73P/Schwassmann–Wachmann BA | 5,09                   | 2,96078          | 0,6824              |                                  |
| 73P/Schwassmann–Wachmann BB | 5,11                   | 2,96763          | 0,6824              |                                  |
| 73P/Schwassmann–Wachmann BC | 5,55                   | 3,13424          | 0,7005              | 19,8                             |
| 73P/Schwassmann–Wachmann BD | 5,14                   | 2,97945          | 0,6824              |                                  |
| 73P/Schwassmann–Wachmann BE | 5,09                   | 2,95824          | 0,6824              |                                  |
| 73P/Schwassmann–Wachmann BF | 5,17                   | 2,98917          | 0,6857              |                                  |
| 73P/Schwassmann–Wachmann BG | 5,14                   | 2,97972          | 0,6848              |                                  |
| 73P/Schwassmann–Wachmann BH | 5,09                   | 2,95948          | 0,6824              |                                  |
| 73P/Schwassmann–Wachmann BI | 5,09                   | 2,95954          | 0,6825              |                                  |
| 73P/Schwassmann–Wachmann BJ | 5,30                   | 3,04058          | 0,6911              |                                  |
| 73P/Schwassmann–Wachmann BK | 5,31                   | 3,04505          | 0,6915              | 23,7                             |
| 73P/Schwassmann–Wachmann BL | 5,44                   | 3,09142          | 0,6962              | 22,4                             |
| 73P/Schwassmann–Wachmann BM | 5,09                   | 2,95930          | 0,6824              |                                  |
| 73P/Schwassmann–Wachmann BN | 5,32                   | 3,04704          | 0,6918              | 21,3                             |
| 73P/Schwassmann–Wachmann BO | 5,32                   | 3,04771          | 0,6918              | 22,9                             |
| 73P/Schwassmann–Wachmann BP | 5,09                   | 2,95951          | 0,6825              |                                  |
| 73P/Schwassmann–Wachmann BQ | 5,34                   | 3,05371          | 0,6925              | 20,8                             |
| 73P/Schwassmann–Wachmann BR | 5,16                   | 2,98432          | 0,6852              |                                  |
| 73P/Schwassmann–Wachmann BS | 5,50                   | 3,11502          | 0,6986              |                                  |